# Allium truncatum
Allium truncatum är en amaryllisväxtart som först beskrevs av Naomi Feinbrun, och fick sitt nu gällande namn av Fania Weissmann- Kollmann och Daniel Zohary. Allium truncatum ingår i släktet lökar, och familjen amaryllisväxter. Inga underarter finns listade i Catalogue of Life.